# エルキ
エルキ （Erquy、ブルトン語:Erge-ar-Mor）は、フランス、ブルターニュ地域圏、コート＝ダルモール県のコミューン。

## 概要
エルキは、パンティエーヴル海岸とエルキ岬の間にある入り江の奥を占めている。エルキ岬はコート＝ダルモール県が取得した自然保護区であり、ウセ岬はかつての海底火山活動の痕跡である。
エルキ港をおよそ80隻のトロール漁船が母港としており、サン＝ブリユー湾で水揚げされる二枚貝、コキーユ・ド・サン・ジャック（fr）の中心地として知られている。
夏の行楽地として人気があり、夏期には人口が約3万人に膨れ上がる。7箇所の砂浜がある。エルキにはばら色の砂岩でできた多くの建物が並んでいる。エルキはラ・コート・ド・パンティエーヴル自治体間連合に属するコミューンの中で最も経済、文化、商業において活気のあるコミューンである。
旧石器時代に人が定住していたこの地を、ローマ人が征服した。中世にはサン・セピュルクル騎士団の存在があった。名残はオピトー地区（Hôpitaux）、コルドリー地区（Corderie、旧ハンセン病患者施療院）、サン・セピュルクル地区（Saint-Sépulcre）といった地名に残っている。古いエルキの町は海に沈んでしまったため、標高の高い場所に現在のコミューンが再建された。

## 由来
おそらく、ブルトン語でダムを意味するergeに由来している。変化は生じず、qが保持された。これはおそらく、1500年より前にこの地でブルトン語が話されなくなっていたという事実に由来する。

## 人口統計
| 1962年 | 1968年 | 1975年 | 1982年 | 1990年 | 1999年 | 2006年 | 2011年 |
| ------ | ------ | ------ | ------ | ------ | ------ | ------ | ------ |
| 3022   | 2998   | 3347   | 3426   | 3568   | 3760   | 3742   | 3903   |

参照元:1999年までEHESS、2004年以降INSEE

## ギャラリー

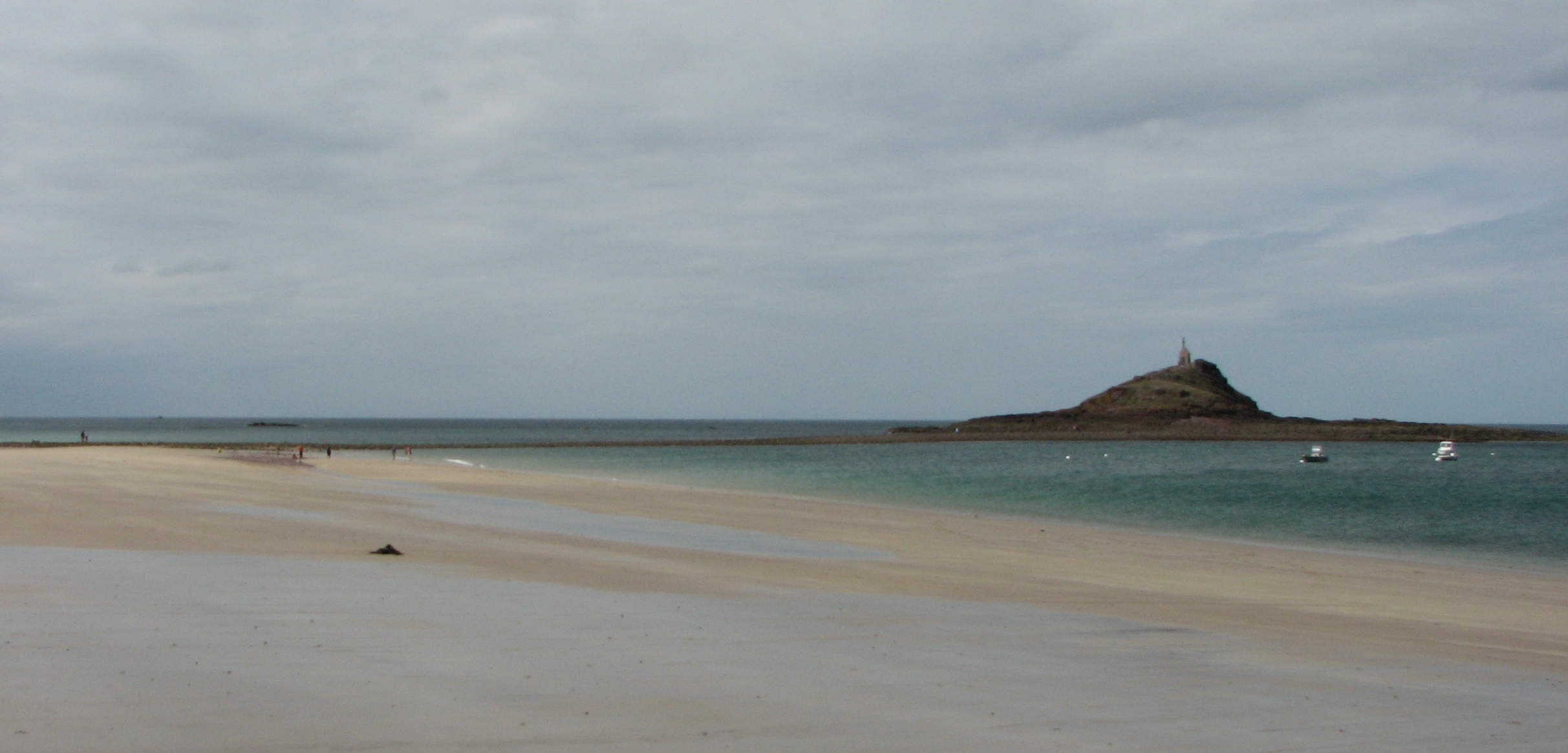
沖合いのサン・ミシェル島
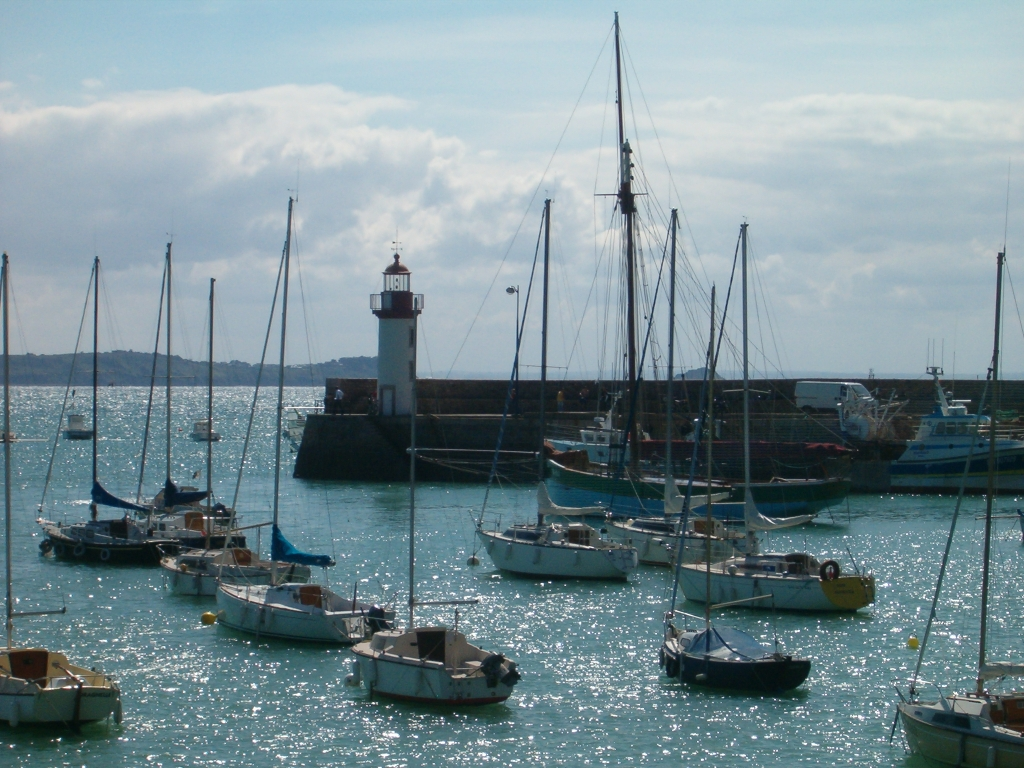
エルキ港
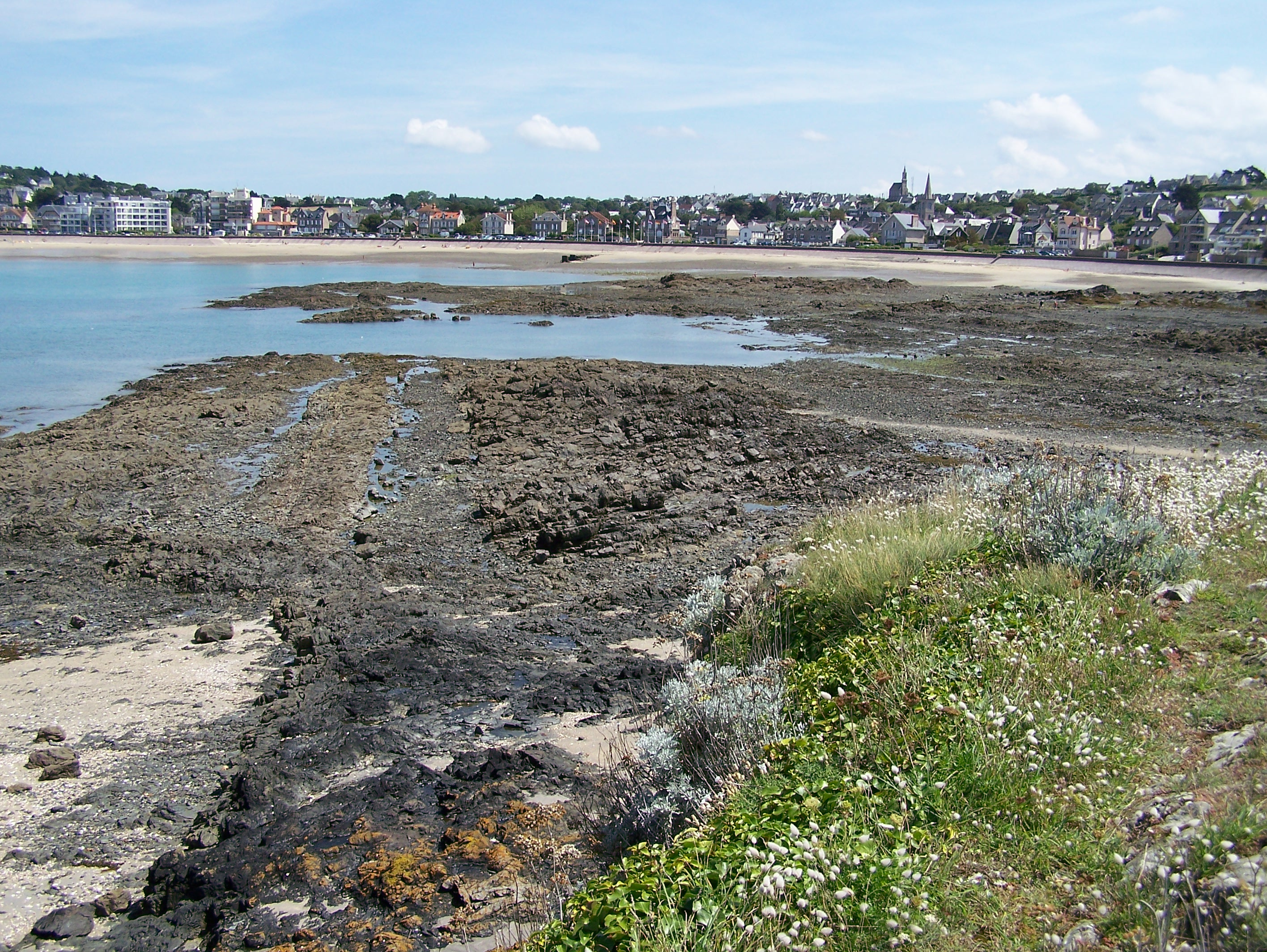
干潮時の海岸

## ゆかりの人物
- ジャン・アヌイ - エルキに家を持ち、たびたび滞在した
- ロベール・カサドシュ - エルキで夏をすごした